# St-Séverin (Paris)

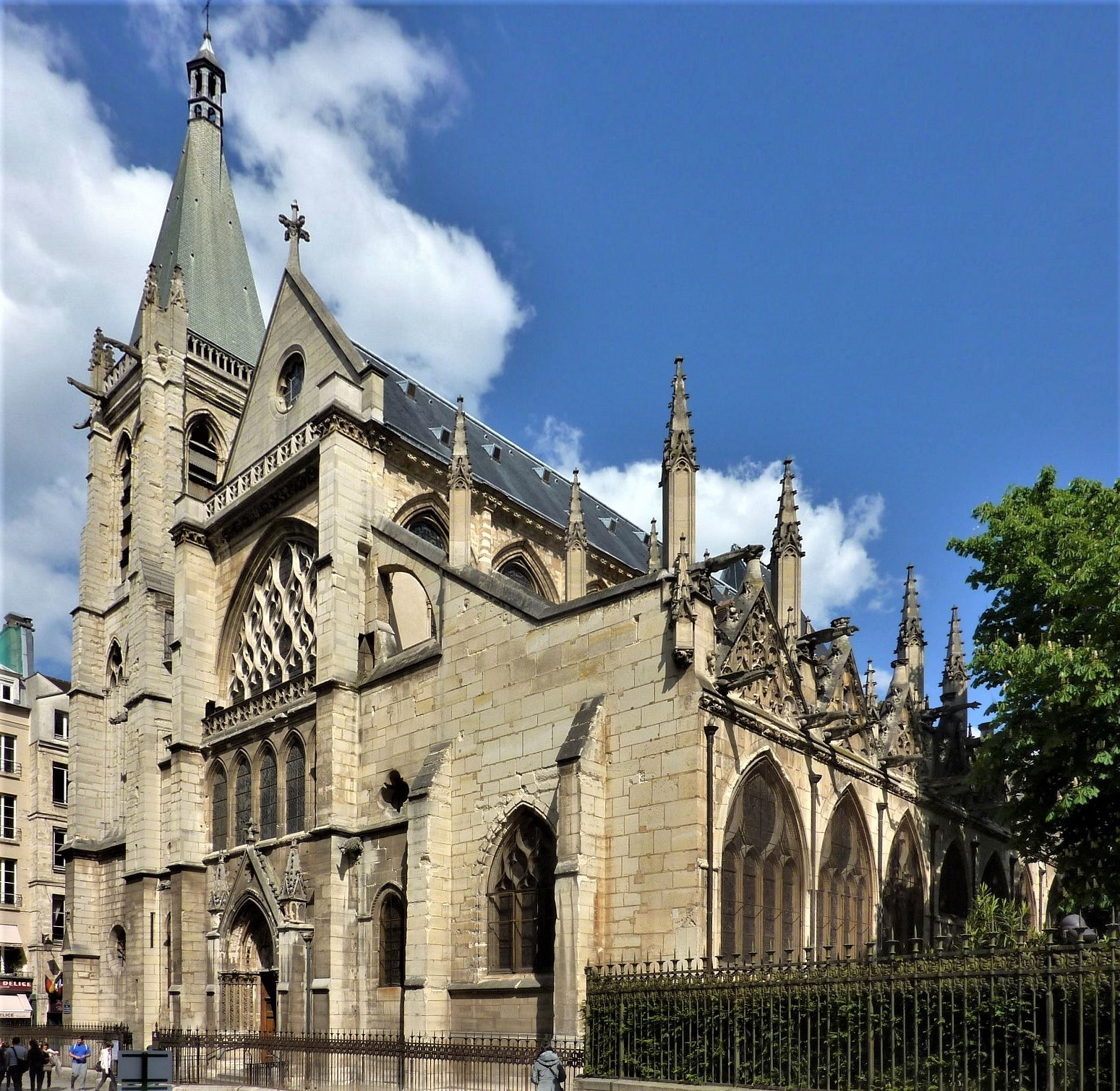
St. Séverin de Paris – Frontseite

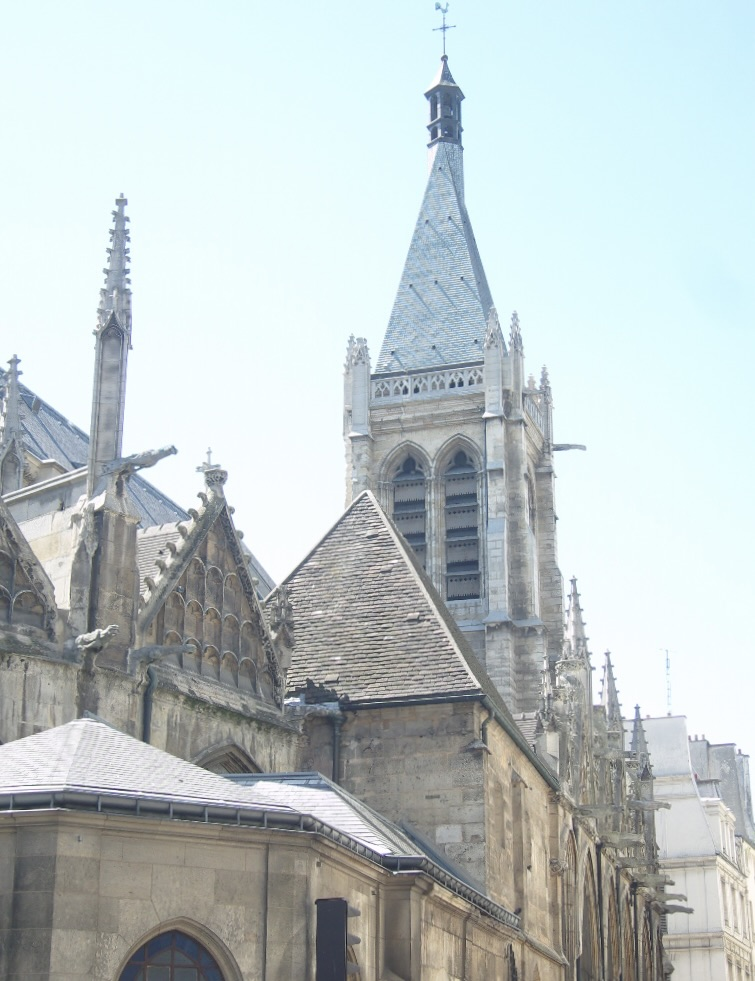
Seitenansicht mit Blick auf den Glockenturm

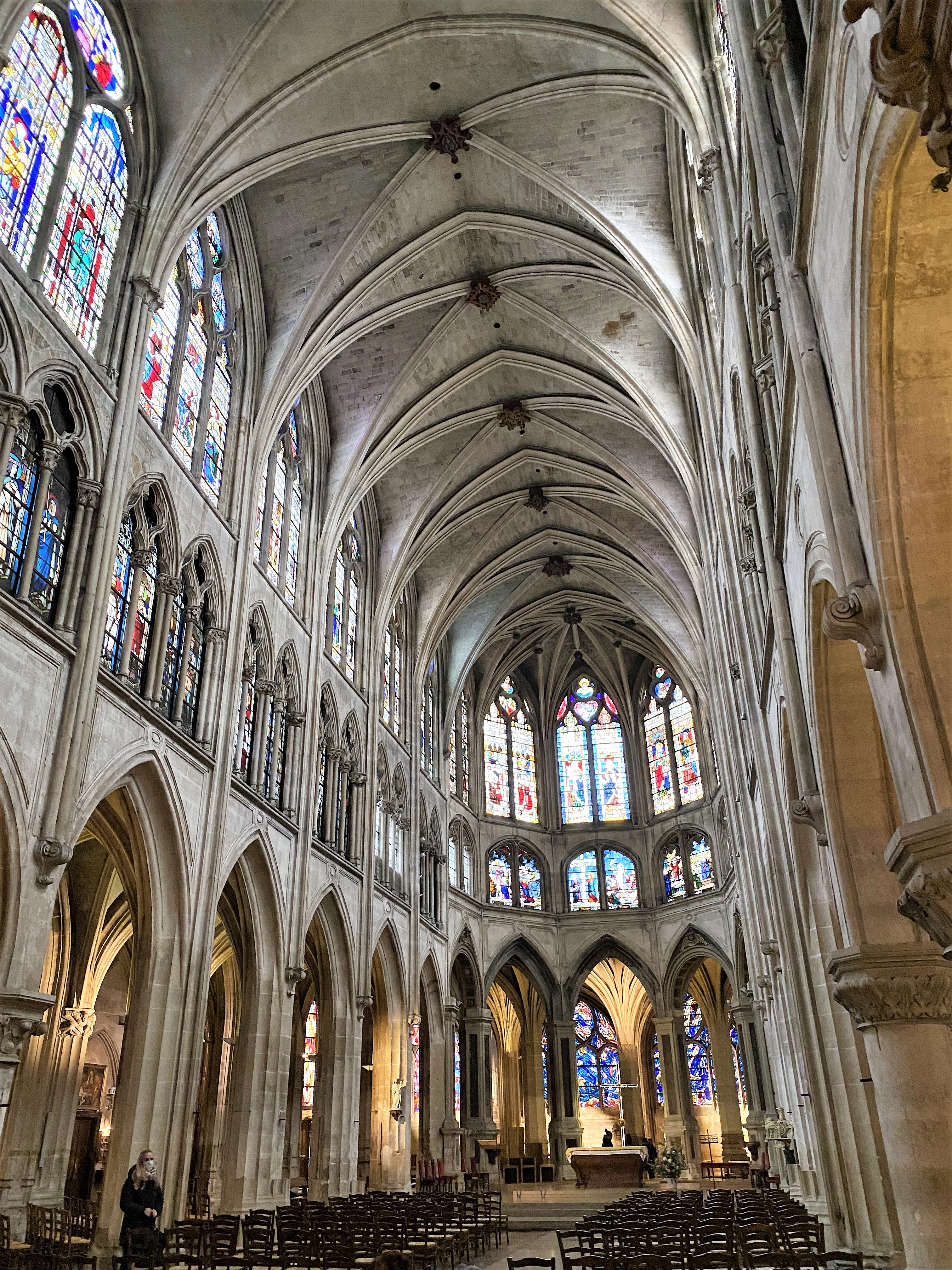
Mittelschiff

Die römisch-katholische Pfarrkirche Saint-Séverin in Paris liegt an der Rue Saint-Séverin im Quartier Latin im 5. Arrondissement. Sie gilt als die älteste Kirche der Stadt auf dem linken Seine-Ufer.

## Geschichte
Der Ursprung der Kirche geht auf eine Eremitenklause des Severinus von Paris zurück, der hier im 6. Jahrhundert gelebt haben soll. Wo heute die gotische Kirche steht, standen schon seit dem 6. Jahrhundert verschiedene Kirchen. Dies war zuerst eine karolingische Kirche, welche von den Normannen zerstört wurde. Danach eine frühromanische Kirche, welche um 1220 abgerissen wurde, damit im Jahre 1230 mit dem Bau einer spätromanischen Kirche begonnen werden konnte. Diese brannte im 15. Jahrhundert aus, so dass die Kirche zum großen Teil neu aufgebaut werden musste. Vom Bau aus dem 13. Jahrhundert sind der Glockenturm, die westlichen drei Joche sowie Teile der Fassade erhalten geblieben.
Der Bau ist eine fünfschiffige Basilika ohne Querschiff. Die Maße sind eher ungotisch, bei einer Länge von 50 Metern und einer Breite von 34 Metern ist die Raumhöhe mit nur 17 Metern unüblich gering. Der Chorumgang, der infolge der Fünfschiffigkeit doppelt ist, gilt als der architektonisch wertvollste Teil der Kirche. Die Glasmalereien der Fenster des Chores sind eine der Sehenswürdigkeiten der Kirche. Sie wurden 1966 von Jean Bazaine gestaltet. Sehenswert sind auch die alten Fenster aus dem 15. Jahrhundert. Als Restaurator der Fenster in den 1580er Jahren wird Jacques Pinaigrier angeführt. Auch das Triforium, welches normalerweise keine Öffnungen hat, ist durchgehend mit Fenstern versehen.
An der Südseite der Kirche befinden sich ein kleiner Garten im Bereich des früheren Friedhofs mit gotischen Beinhäusern aus dem 15. Jahrhundert, die wegen ihrer kreuzgangsartigen Anlage auch „Cloître“ (deutsch: Kreuzgang) genannt werden.

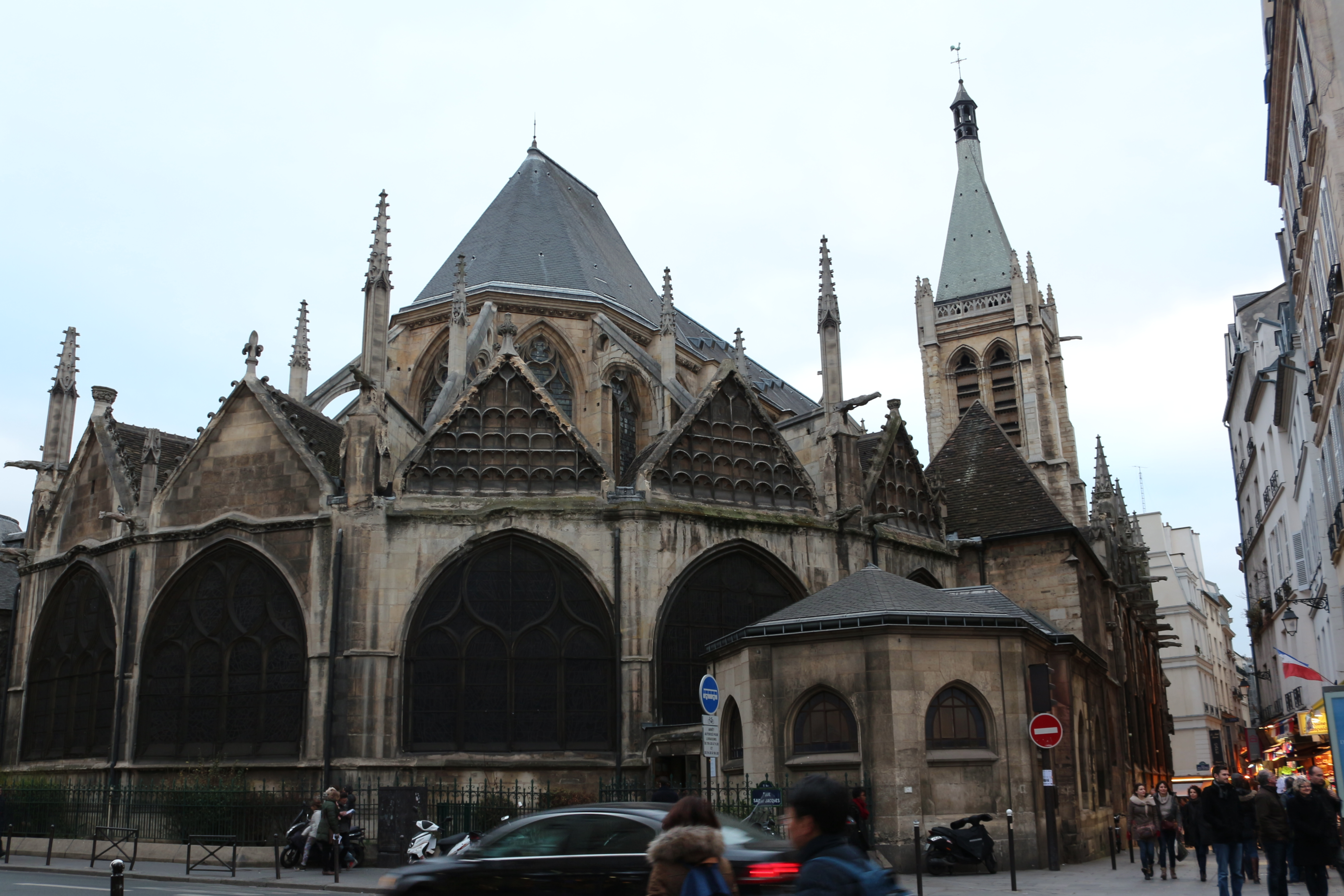
St-Séverin von der Rue Saint-Jacques aus gesehen (März 2015)
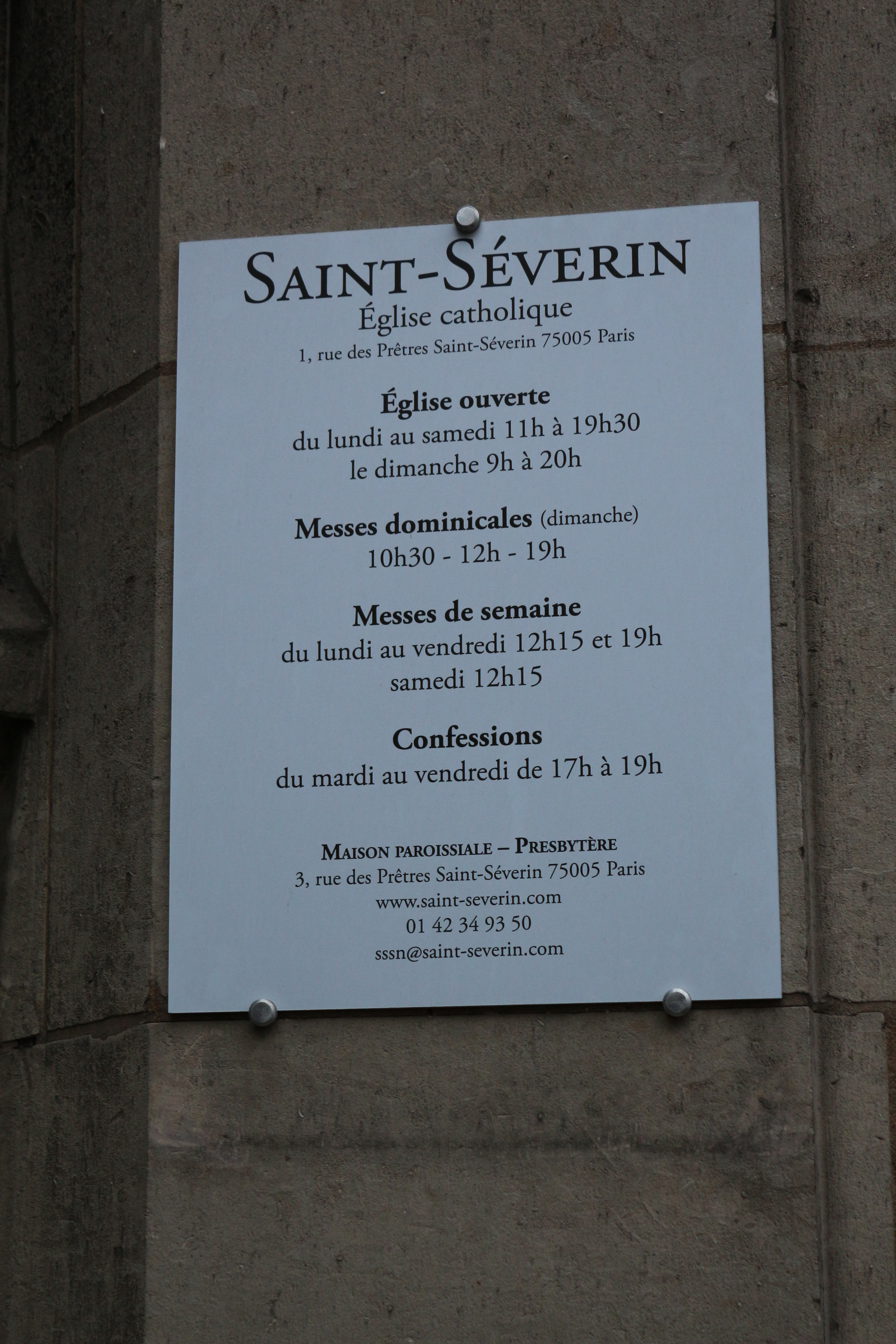
Tafel beim Eingang der Pfarrkirche St-Séverin de Paris
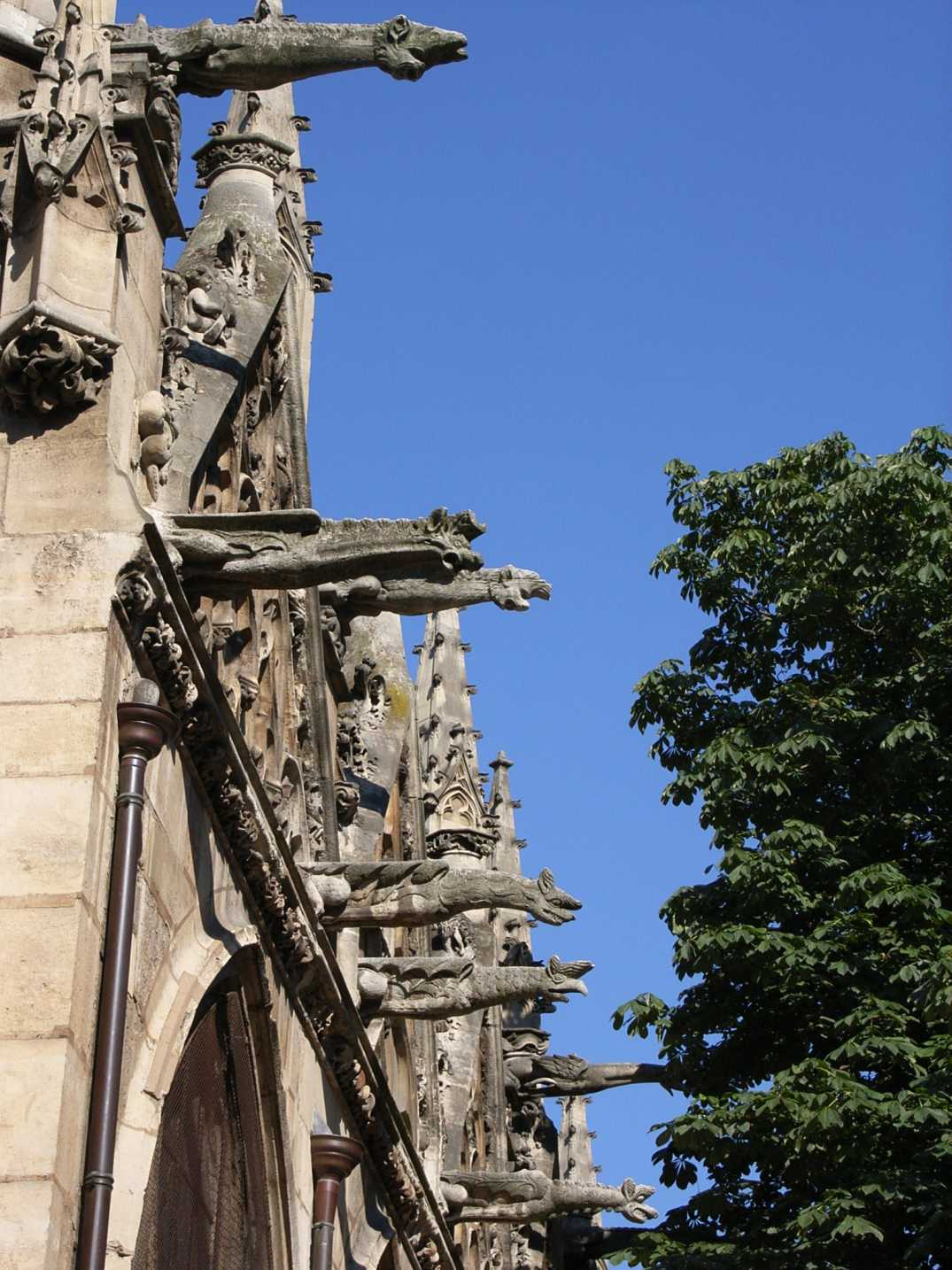
Wasserspeier an der Südseite
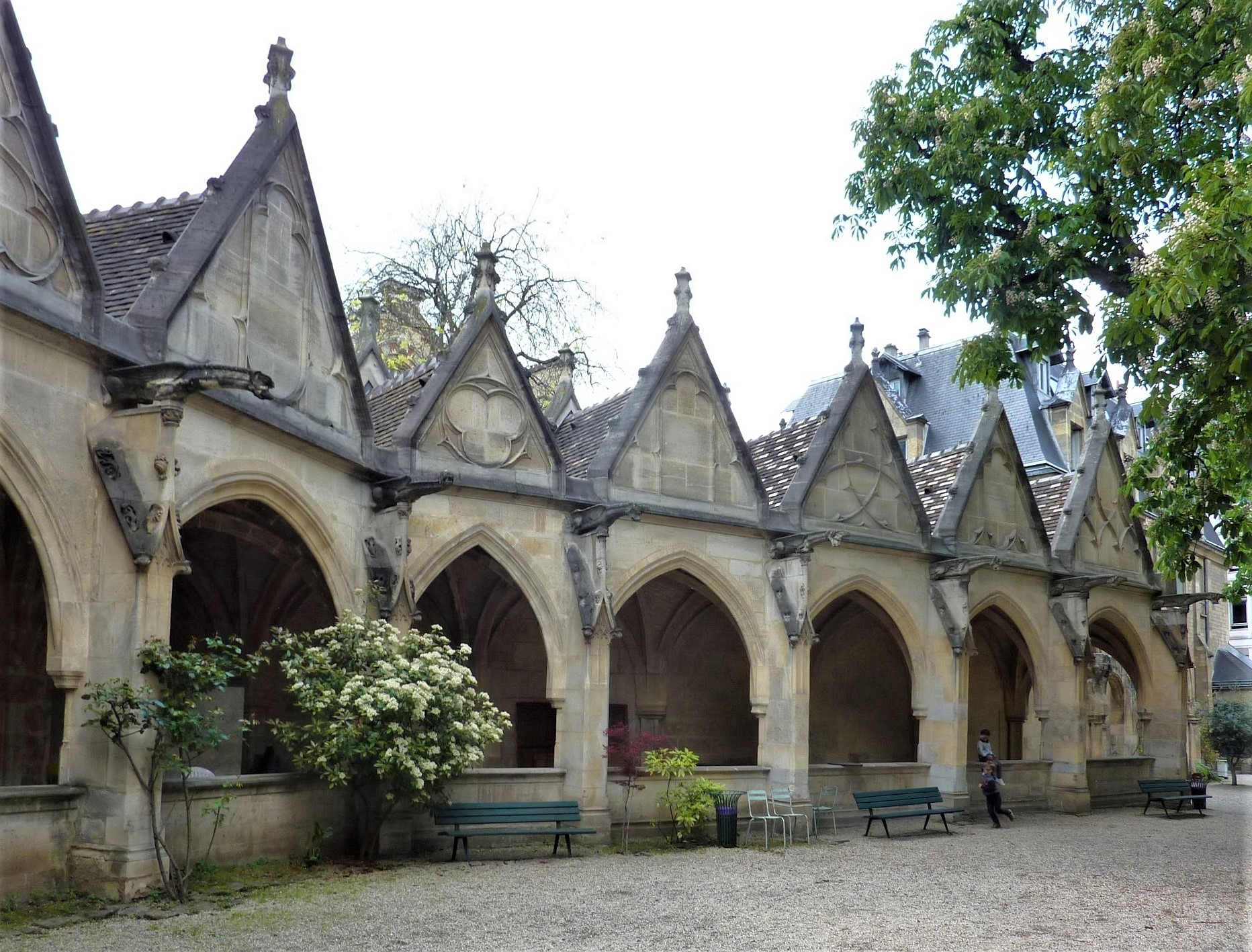
Beinhäuser im Garten an der Südseite
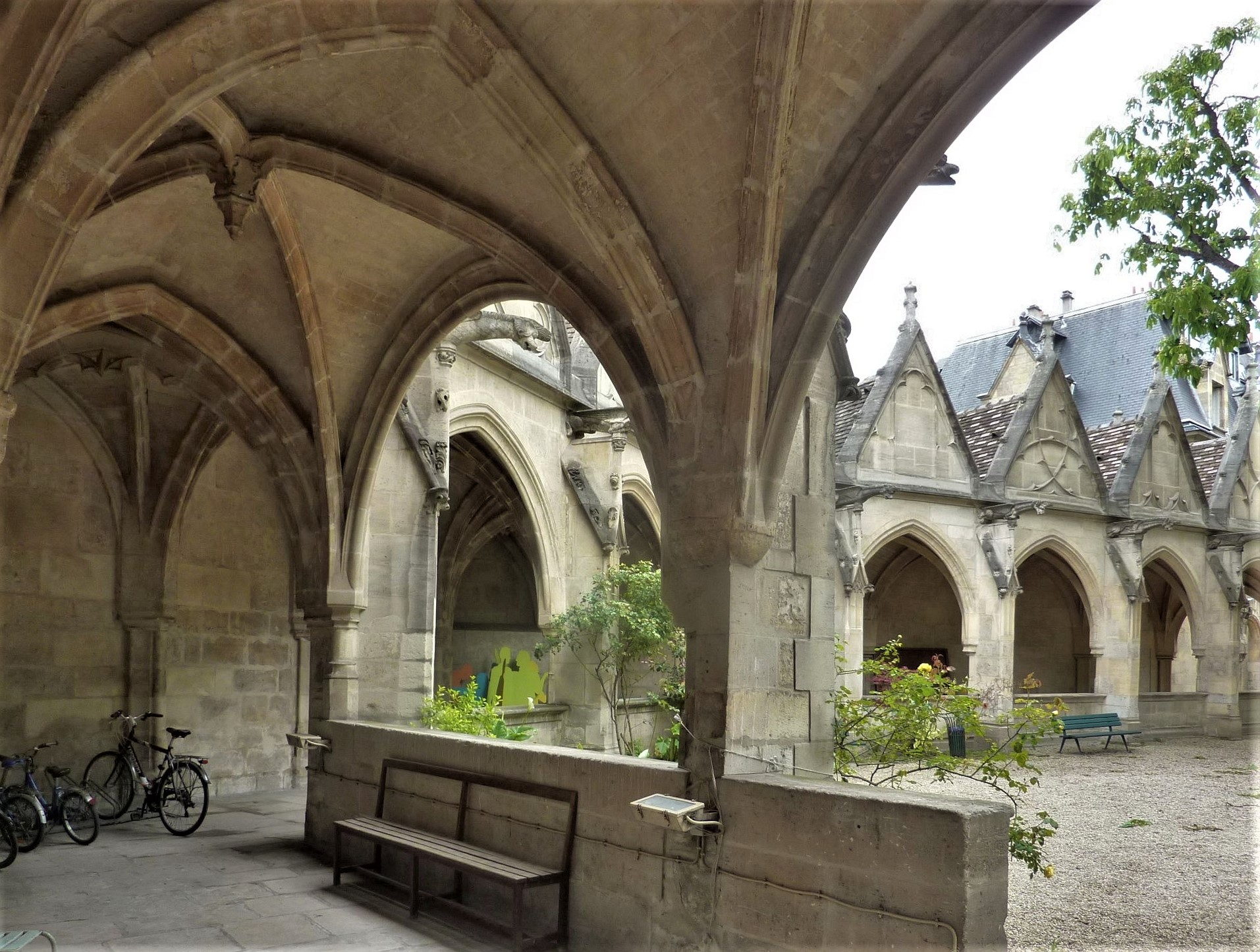
Beinhäuser

## Orgeln

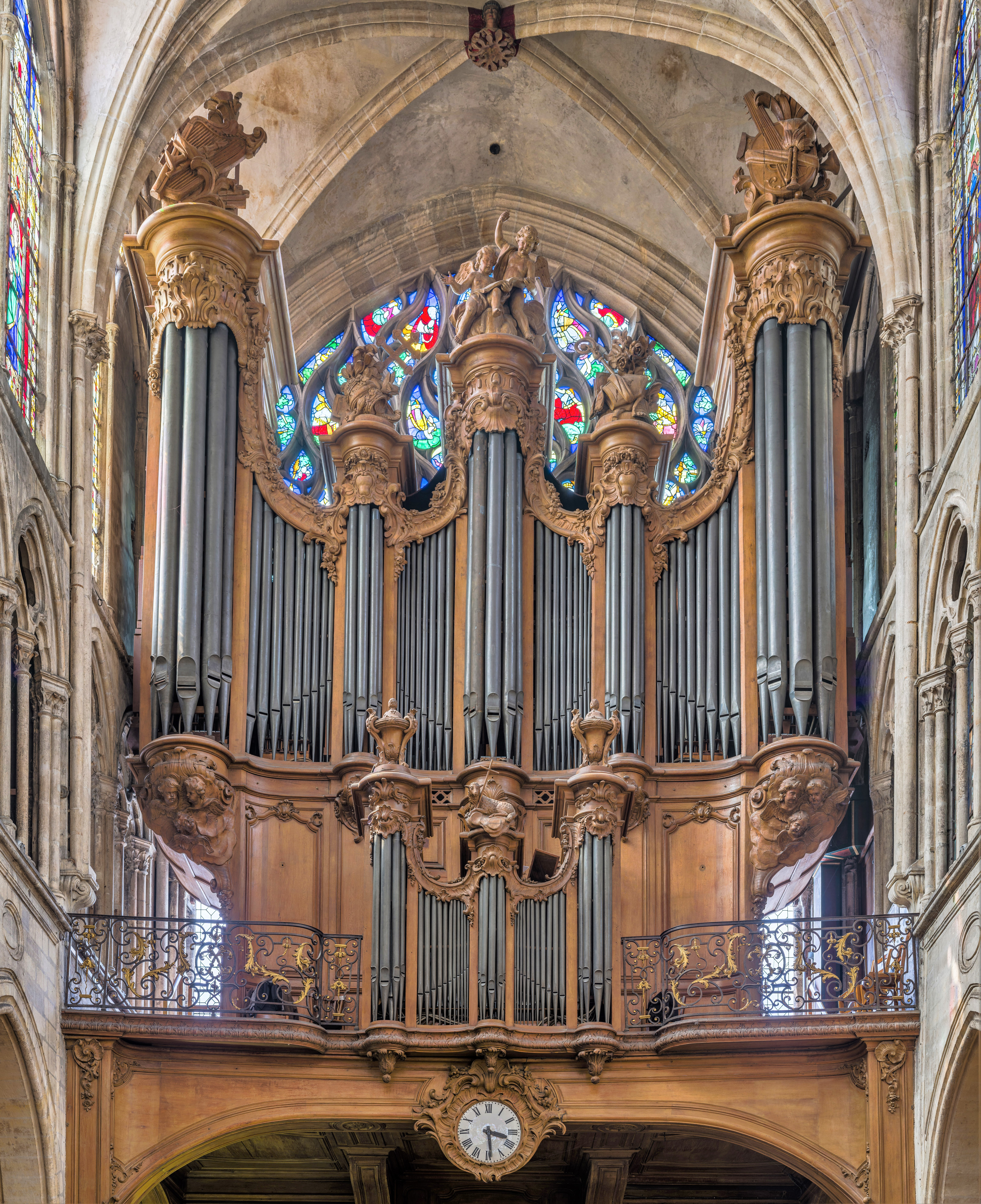
Prospekt mit Rückpositiv der Hauptorgel

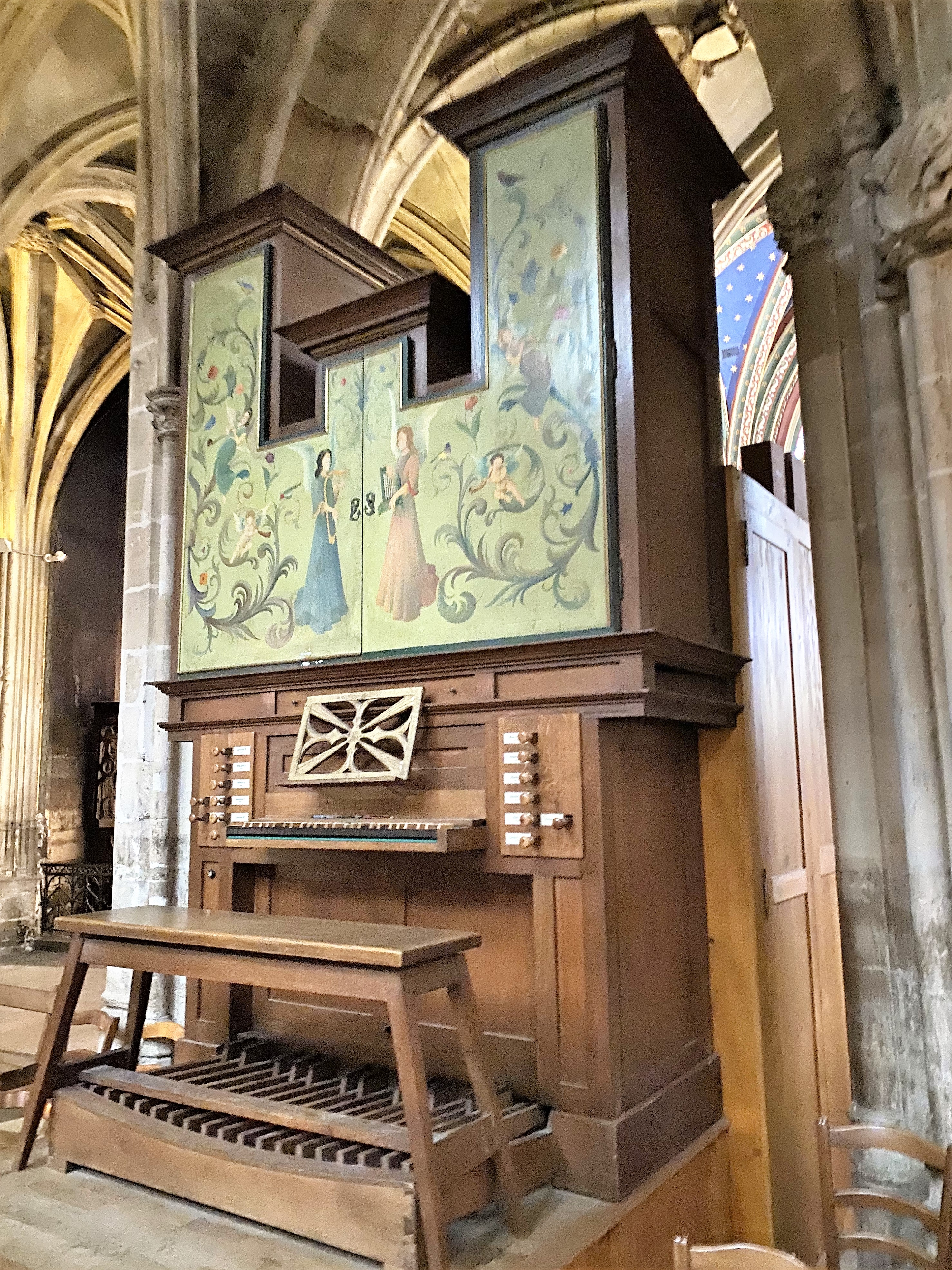
Chororgel

Seit dem 14. Jahrhundert sind in Saint-Séverin Orgeln nachweisbar. Die Kirche besitzt heute zwei Orgeln. Eine große Kern-Orgel aus dem Jahr 1963, und eine kleine Hartmann-Orgel aus dem Jahre 1966. Die Hauptorgel hat 59 Register auf vier Manualen und Pedal. Die Spiel- und Registertrakturen sind mechanisch.
| I Positif C–g3   |        |
| Montre           | 8′     |
| Bourdon          | 8′     |
| Quintaton        | 8′     |
| Prestant         | 4′     |
| Flûte à cheminée | 4′     |
| Nasard           | 2 ⁄3′  |
| Doublette        | 2′     |
| Tierce           | 1 3⁄5′ |
| Larigot          | 1 ⁄3′  |
| Plein Jeu V-VI   |        |
| Cromorne         | 8′     |
| Trompette        | 8′     |
| Tremolo          |        |

| II Grand Orgue C–g3 |     |
| Montre              | 16′ |
| Montre              | 8′  |
| Flûte conique       | 8′  |
| Prestant            | 4′  |
| Doublette           | 2′  |
| Cornet V            | 8′  |
| Fourniture V        |     |
| Cymbale IV          |     |
| Cymbale-Tierce II   |     |
| Bombarde            | 16′ |
| Trompette           | 8′  |
| Clairon             | 4′  |

| III Écho expr. C–g3 |    |
| Bourdon             | 8′ |
| Viole de gambe      | 8′ |
| Unda Maris          | 8′ |
| Principal           | 4′ |
| Flûte à fuseau      | 4′ |
| Quarte              | 2′ |
| Doublette           | 2′ |
| Sesquialtera II     |    |
| Cymbale V           |    |
| Trompette           | 8′ |
| Clairon             | 4′ |

| IV Résonnance C–g3 |        |
| Bourdon            | 16′    |
| Bourdon à cheminée | 8′     |
| Flûte conique      | 4′     |
| Grosse tierce      | 3 1⁄5′ |
| Nasard             | 2 ⁄3′  |
| Quarte             | 2′     |
| Tierce             | 1 3⁄5′ |
| Sifflet            | 1′     |
| Cornet V           | 8′     |
| Musette            | 16′    |
| Voix humaine       | 8′     |
| Hautbois           | 8′     |
| Tremolo            |        |

| Pédale C–f1  |     |
| Flûte        | 16′ |
| Soubasse     | 16′ |
| Principal    | 8′  |
| Bourdon      | 8′  |
| Principal    | 4′  |
| Nachthorn    | 2′  |
| Fourniture V |     |
| Cymbale IV   |     |
| Contrebasson | 32′ |
| Bombarde     | 16′ |
| Trompette    | 8′  |
| Clairon      | 4′  |

- Koppeln: I/II, III/II, IV/II, II/P, III/P